# Isidre Esteve
Isidre Esteve Pujol (Oliana, Lérida, 15 de mayo de 1972) es un deportista del mundo del motor español.

## Biografía
Entre sus principales logros figuran el ser campeón de España de Rallys T.T en cinco ediciones, subcampeón del Mundo de Enduro en 1993, Subcampeón de Europa de Enduro en 1993  y campeón de España de Enduro en 1992 y 1999.
Ha participado en 20 ocasiones, 10 en motos y 10 en coches en el Rally Dakar, siendo su mejor posición el 4.º puesto logrado en las ediciones de 2001 y 2005. En 2006 mantuvo una estrecha lucha por el liderato con el también español Marc Coma, teniendo ambos más de 21 minutos de ventaja respecto al tercer clasificado, pero a cuatro días de finalizar el rally, se vio obligado a abandonar tras sufrir una caída en una etapa.
El 24 de marzo de 2007 sufrió una lesión de extrema gravedad tras sufrir una caída en el Bajo Almanzora, prueba puntuable para el Campeonato de España Todo Terreno que se disputaba en Almería, en la cual se fracturó las vértebras T7 y T8, quedando postrado en una silla de ruedas.

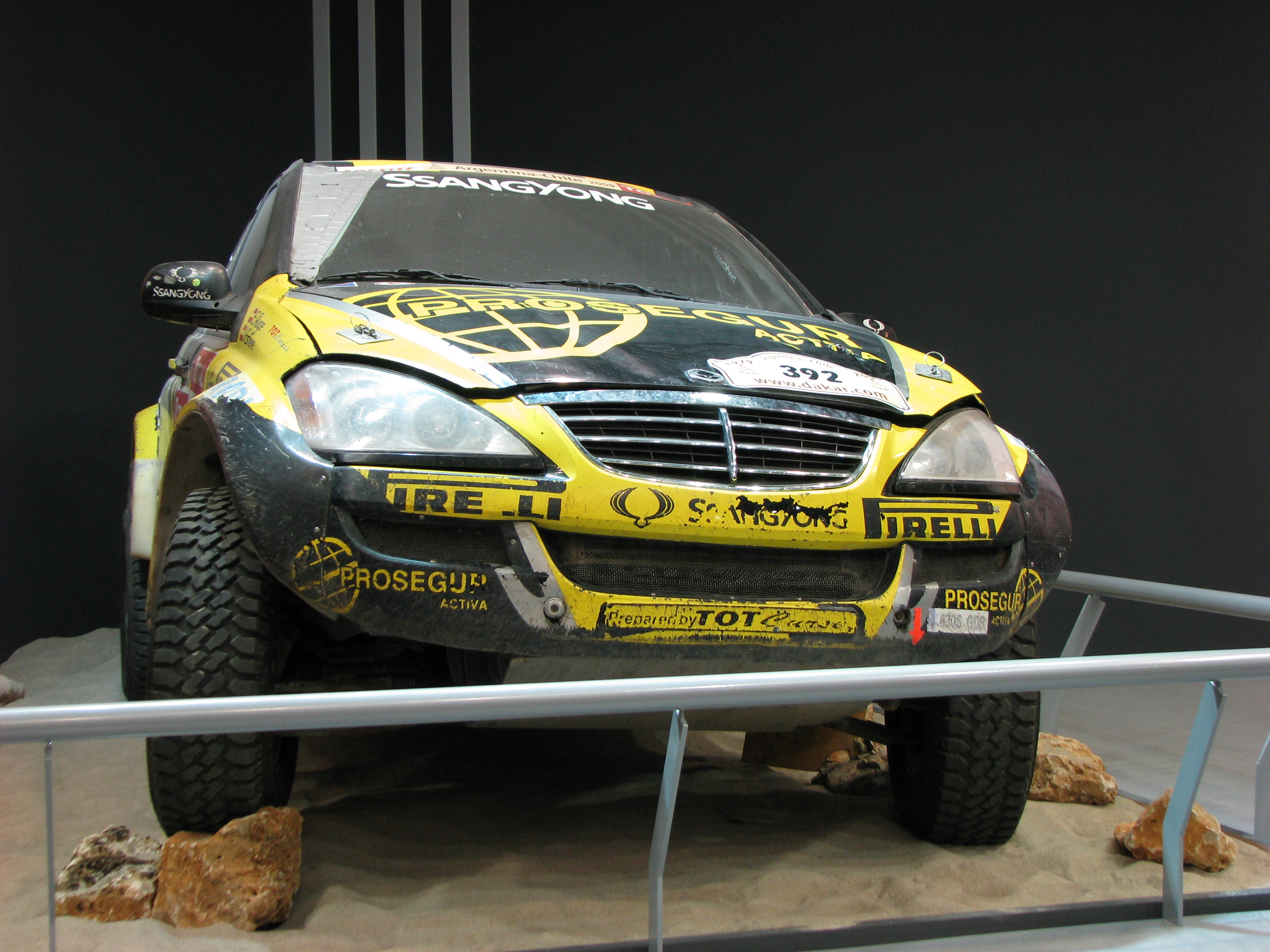
SsangYong Kyron adaptado utilizado por Isidre Esteve para la edición 2009 del Rally Dakar.

El 25 de enero de 2008 fue nombrado director del Circuit de Bellpuig (Lérida). En febrero de 2008, Esteve firmó un acuerdo con el fabricante de todoterrenos Ssang Yong para participar en el Campeonato de España de Rallys Todo Terreno y en el Rally Dakar de 2009.
El 20 de mayo de 2008 presentó en Madrid el libro La suerte de mi destino junto al alcalde de la capital de España, Alberto Ruiz-Gallardón, el bicampeón del mundo de rallys Carlos Sainz y el periodista, Manuel Franco, autor de la obra. Asimismo, confirmó su intención de participar en la edición de 2009 del Rally Dakar en la categoría de coches, a los mandos de un Ssang Yong adaptado a su condición de paraplejia. Esteve, junto a su copiloto Eric Auge Medina, terminó su primera experiencia en coche en el Dakar en la posición número 71.
En noviembre de 2011 presenta oficialmente la “Fundació Isidre Esteve”, con el objetivo de ayudar a las personas con discapacidad a reinsertarse en la sociedad y tener una vida digna.
En 2013 y 2014 se proclama Campeón de España de Rallys Todo Terreno en la categoría de Buggys.
En 2017 regresa al Rally Dakar consiguiendo clasificarse en 34.ª posición en la general y 4.ª en su categoría
En junio de 2017 presenta su Proyecto Deportivo para el Rally Dakar 2018, el Isidre Esteve Repsol Rally Team.
En el Rally Dakar de 2020 se ve obligado a abandonar en la 8a etapa tras prohibirle la organización salir por aspectos del reglamento.

## Resultados

### Rally Dakar
| Año     | Categoría | Vehículo   | Posición | Etapas |
| ------- | --------- | ---------- | -------- | ------ |
| 1998    | Motos     | KTM        | 18.º     | -      |
| 1999    | Motos     | KTM        | 11.º     | -      |
| 2000    | Motos     | KTM        | 12.º     | 1      |
| 2001    | Motos     | KTM        | 4.º      | 2      |
| 2002    | Motos     | KTM        | 5.º      | -      |
| 2003    | Motos     | KTM        | Ret.     | -      |
| 2004    | Motos     | KTM        | 23.º     | 1      |
| 2005    | Motos     | KTM        | 4.º      | 1      |
| 2006    | Motos     | KTM        | Ret.     | 1      |
| 2007    | Motos     | KTM        | 30.º     | 2      |
| 2009    | Coches    | SsangYong  | 71.º     | -      |
| 2017    | Coches    | Mitsubishi | 34.º     | -      |
| 2018    | Coches    | Sodicars   | 21.º     | -      |
| 2019    | Coches    | BMW        | 21.º     | -      |
| 2020    | Coches    | BMW        | Ret.     | -      |
| 2021    | Coches    | Toyota     | 28.º     | -      |
| 2022    | Coches    | Toyota     | 27.º     | -      |
| 2023    | Coches    | Toyota     | 24.º     | -      |
| 2024    | Coches    | Toyota     | 36.º     | -      |
| 2025    | Coches    | Toyota     | 21.º     | -      |
| Fuente: |           |            |          |        |